# Klaus Darga
Klaus Viktor Darga (ur. 24 lutego 1934 w Berlinie) – niemiecki szachista, arcymistrz od 1964 roku.

## Kariera szachowa
W 1951 roku zdobył tytuł mistrza Niemiec juniorów, natomiast w 1953 w Kopenhadze – tytuł wicemistrza świata juniorów do lat 20 (w turnieju tym podzielił I miejsce wraz z Oscarem Panno, ale z powodu posiadania gorszej punktacji dodatkowe sklasyfikowany został na II miejscu). W niedługim czasie awansował do ścisłej czołówki szachistów zachodnioniemieckich, dwukrotnie (w latach 1955 i 1961) zdobywając złote medale indywidualnych mistrzostw kraju. Pomiędzy 1954 a 1978 rokiem dziesięciokrotnie uczestniczył w szachowych olimpiadach, największy sukces odnosząc w roku 1964 w Tel Awiwie, gdzie szachiści RFN zdobyli brązowe medale.
Odniósł wiele sukcesów w turniejach międzynarodowych, z których jednym z największych było dzielenie II miejsca (wraz z Levente Lengyelem, za Svetozarem Gligoriciem) w turnieju strefowym (eliminacji mistrzostw świata) w Enschede w roku 1963. Dzięki temu sukcesowi, w następnym roku wystąpił w turnieju międzystrefowym w Amsterdamie, gdzie zajął XI lokatę. Inne znaczące rezultaty:
- II m. w Hamburgu (1955, za Aleksandarem Matanoviciem),
- I m. w Madrycie (1957),
- I m. w mistrzostwach Berlina Zachodniego (1959),
- II m. w Grazu (1961, za Ludkiem Pachmanem),
- dz. III m. w Sarajewie (1962, wraz z Petarem Trifunoviciem, za Lajosem Portischem i S.Gligoriciem),
- dz. I m. w Bordeaux (1964, wraz z Gyozo Forintosem i A.Matanoviciem),
- dz. I m. w Palma de Mallorca (1965, wraz z Arturo Pomarem Salamanką i Albericem O’Kellym),
- dz. I m. w Winnipeg (1967, wraz z Bentem Larsenem, przed Borysem Spasskim i Paulem Keresem),
- II m. w Lanzarote (1976, za B.Larsenem),
- dz. II m. w Grazu (1979, za Hansem Ree, wraz z Krzysztofem Pytlem, Robertem Bellinem, Gertem Ligterinkiem i Arne Dürem(inne języki)).

Najwyższy ranking w karierze osiągnął 1 lipca 1971 r., z wynikiem 2540 punktów dzielił wówczas 39-46. miejsce na światowej liście FIDE, jednocześnie zajmując 4. miejsce wśród szachistów zachodnioniemieckich. Od 2000 r. rozegrał zaledwie 2 partie klasyfikowane przez FIDE.

## Życie zawodowe
Klaus Darga ukończył studia matematyczne. Od 1963 do 1994 roku pracował jako programista w oddziale IBM w Böblingen.